# Joachim Chastanier de Burac
Joachim Chastanier de Burac, né le 16 juin 1752 à Mercuer (Ardèche), mort le 8 août 1814 à Soissons (Aisne), est un général de brigade de la révolution française.

## États de service
Il est nommé colonel le 4 mai 1793 à la légion de la Fraternité, (ancienne légion germanique), employé en Vendée. Il est promu général de brigade d’infanterie le 12 juin 1793.
En 1795, il est affecté à l’Armée de l'Ouest, et le 1er janvier 1796, il n’est pas compris dans la réorganisation de l’Armée des côtes de l'Océan.
En 1800 – 1801, il est membre du conseil d’administration de l’hôpital de Bourbonne-les-Bains, et il est admis à la retraite le 21 février 1801.
Il meurt le 8 août 1814, à Soissons.

## Sources
- http://www.napoleon-series.org/research/frenchgenerals/c_frenchgenerals8.html
- Thierry Pouliquen, « Les généraux français et étrangers ayant servis [sic] dans la Grande Armée » (consulté le 15 juillet 2013)
- (pl) « Napoléon.org.pl »
- Docteur Robinet, Jean-François Eugène et J. Le Chapelain, Dictionnaire historique et biographique de la révolution et de l'empire, 1789-1815, volume 1, Librairie Historique de la révolution et de l’empire, 900 p. (lire en ligne), p. 386.